# بيرجيس
بيرجيس ( 
تنطق بالفرنسية: [bɛʁɡ]
```
؛ 
(
بالهولندية
: 
Sint-Winoksbergen
)‏
 ؛ West Flemish ) هي 
بلدية
 في 
مقاطعة
 
الشمال
 في شمال 
فرنسا
 .
[
5
]
```

موقعها على بعد 9 كيلومتر (5.6 ميل) إلى الجنوب من دونكيرك و 15 كيلومتر (9.3 ميل) من الحدود البلجيكية . محليا تسمى باسم " بروج الأخرى في فلاندرز ". بيرجس هو مكان لفيلم 2008 مرحبًا بكم في العصي (العنوان الفرنسي الأصلي: Bienvenue chez les Ch'tis ).

## التاريخ

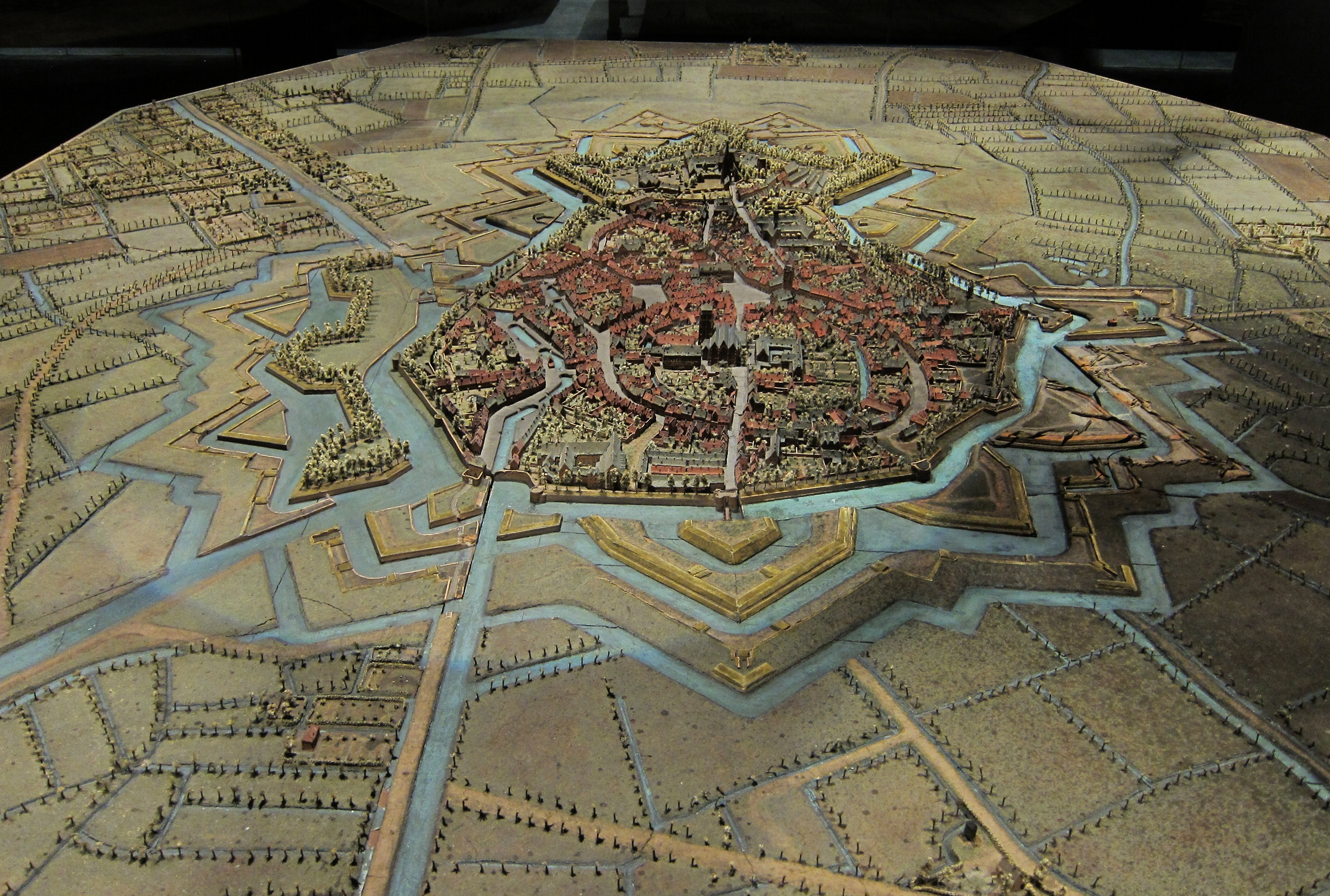
رسم تخطيطي لقلعة بيرجيس

اشتق اسم المدينة من كلمة groene berg الهولندية ، والتي تعني "التل الأخضر". وفقًا للأسطورة ، تقاعد القديس وينوك ، ابن ملك بريتون ، في جروينبيرج ، تل على حافة المستنقعات الساحلية . سرعان ما تطورت مؤسسته إلى دير صغير.
في عام 882 ، عندما بدأ النورمانديون غاراتهم ، بنى فلاندرز كونت بودوان الثاني تحصينات بسيطة، فيما بعد ، عام 1022 ، بنى الكونت بودوان الرابع كنيسة سانت وينوك ودفن رفات القديس وينوك هناك.اُعتبرت هذه الكنيسة أساس الدير .
كانت التجارة مدعومة بقربها من البحر ، الذي لم يتراجع بعد إلى دنكيرك والدير. تم استئجار بيرجيس في عام 1240 ، وتم التعبير عن استقلالها لاحقًا في بناء برج جرس . أصبحت ميناء ومركز نسيج ذو أهمية إقليمية غير انها شكلت جزءاً من الرابطة الهانزية . بدأ سوق الصوف في عام 1276 وعلى مدى القرون التالية تم تحصينها وحافظت على استقلالها عن فرنسا. في عام 1583 ، حاصر الإسكندر فارنيزي بيرجيس وغزاها ، لكن الملك فيليب الثاني ملك إسبانيا أمر بإعادة بنائها ، والتي اتسمرت بهذا البنيان الى يومنا الحالي. أصبحت بيرجيس مدينة ساحلية رئيسية وتم ضمها في النهاية بفرنسا بموجب معاهدة إيكس لا شابيل في عام 1668. طور لويس الرابع عشر لاحقًا دونكيرك ، وأصبحت بيرجيس كميناء رئيسي. بعد الثورة الفرنسية ،تراجعت مجدداً
دُمرت بيرجيس بسبب القصف في الحرب العالمية الأولى ، ومرة أخرى في عام 1940 خلال معركة دونكيرك . تم دخول المدينة في 2 يونيو من نفس العام، وقد دمر 80٪ منها خلال الحرب العالمية الثانية .
بالقرب من دونكيرك الصناعية ،قد تطورت السياحة بها في السنوات الاخيره بسبب معالمها العديدة التي تٌعد تذكيرًا بالماضي التليد ،
تم تصوير الفيلم الفرنسي لعام 2008 Bienvenue chez les Ch'tis . الفيلم في بيرجس، والذي حطم الأرقام القياسية في شباك التذاكر الفرنسي ، وقد اصبح هناك طفرة سياحية في بيرجيس بسبب الفيلم.
توجد احتماليه أن تكون بيرجيس هي الميناء الروماني لـ 'Marcae' المذكور في Litus Saxonicum حيث يظهر بحثًا في المملكة المتحدة أن مستويات البحر المرتفعة كانت أعلى بحوالي 4.5 متر في أواخر العصر الروماني مما هي عليه اليوم.
تقع Bergues في منتصف الطريق تقريبًا بين Oudenberg و Boulogne (كلاهما من حصون Saxon Shore) ويبدو أنها ستكون جزيرة إذا تم رفع مستوى سطح البحر 4.5 متر في هذه الحالة يعني أن Bergues سيكون لديها ميناء محمي جيدًا من المدينة.

## شعارات النبالة
قالب:Blazon-arms

## مشاهد
- برج الجرس هو أكثر مناطق الجذب شهرة في المدينة. تم تشييده في الأصل في القرن الثالث عشر ، وأعيد بناؤه بعد الغزو الفرنسي عام 1383 ومرة أخرى في القرن السادس عشر ، وتم ترميمه خلال القرن التاسع عشر. دمرته حريق في عام 1940 ودمر بالديناميت في عام 1944 ، وأعيد بناؤه مرة أخرى في عام 1961. تم تصنيفها كمبنى تاريخي في عام 2004 ، وكواحدة من أبراج الجراج في بلجيكا وفرنسا ، وهي أحد مواقع التراث العالمي لليونسكو في 16 يوليو 2005.[10] جرس من 50 جرسًا يبدو لسوق الاثنين والاحتفالات الأخرى.
- الأسوار 5,300 متر (17,400 قدم) طويلة ، جزئياً من القرون الوسطى وشيدها جزئياً فوبان .
- تم تدمير دير القديس وينوك عام 1789 ، ولم يتبق منه سوى أجزاء: البوابة الرخامية وبرجين.

### صور

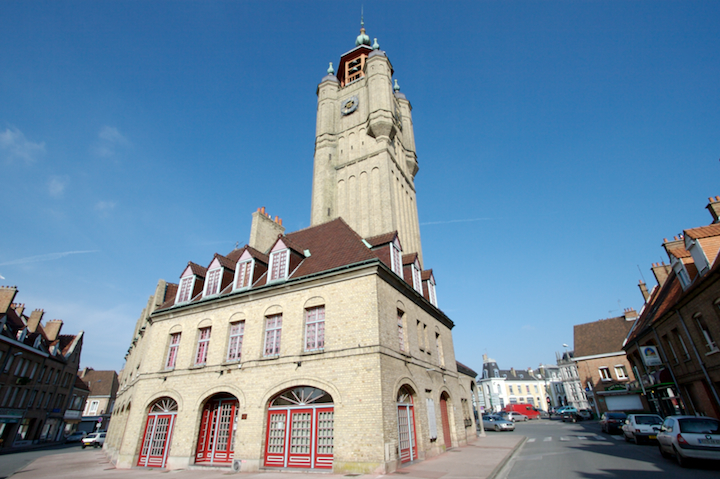
يحتوي الجرس على جرس مكون من 50 جرسًا.
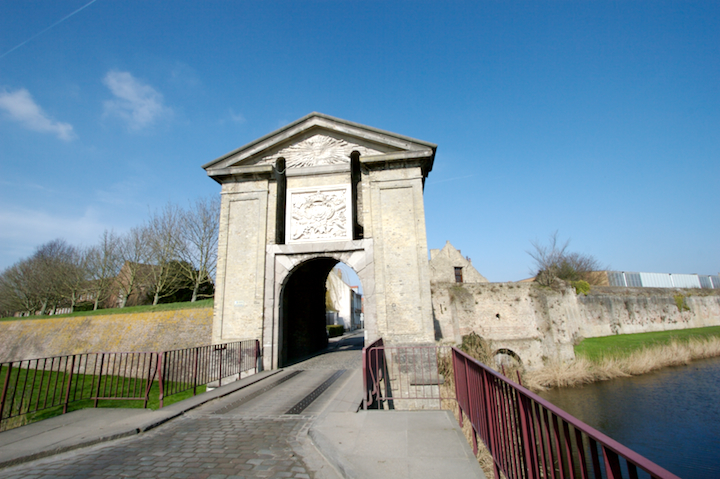
بوابة كاسل ، على قاعدة مثلثة ، تضم الشمس المشعة للويس الرابع عشر .
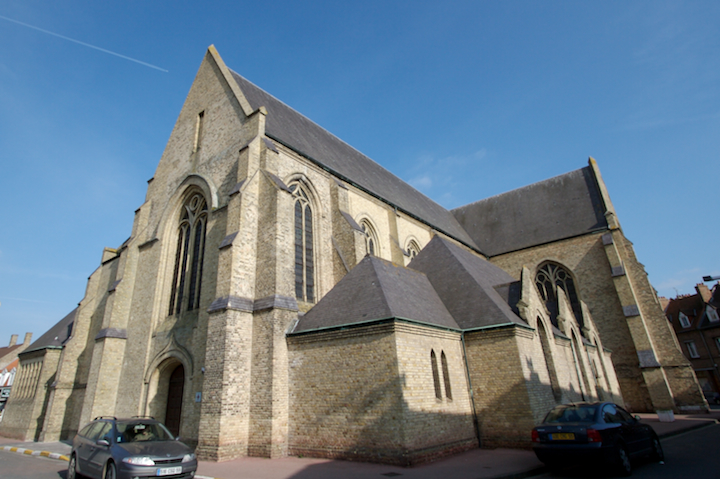
كنيسة القديس مارتن.
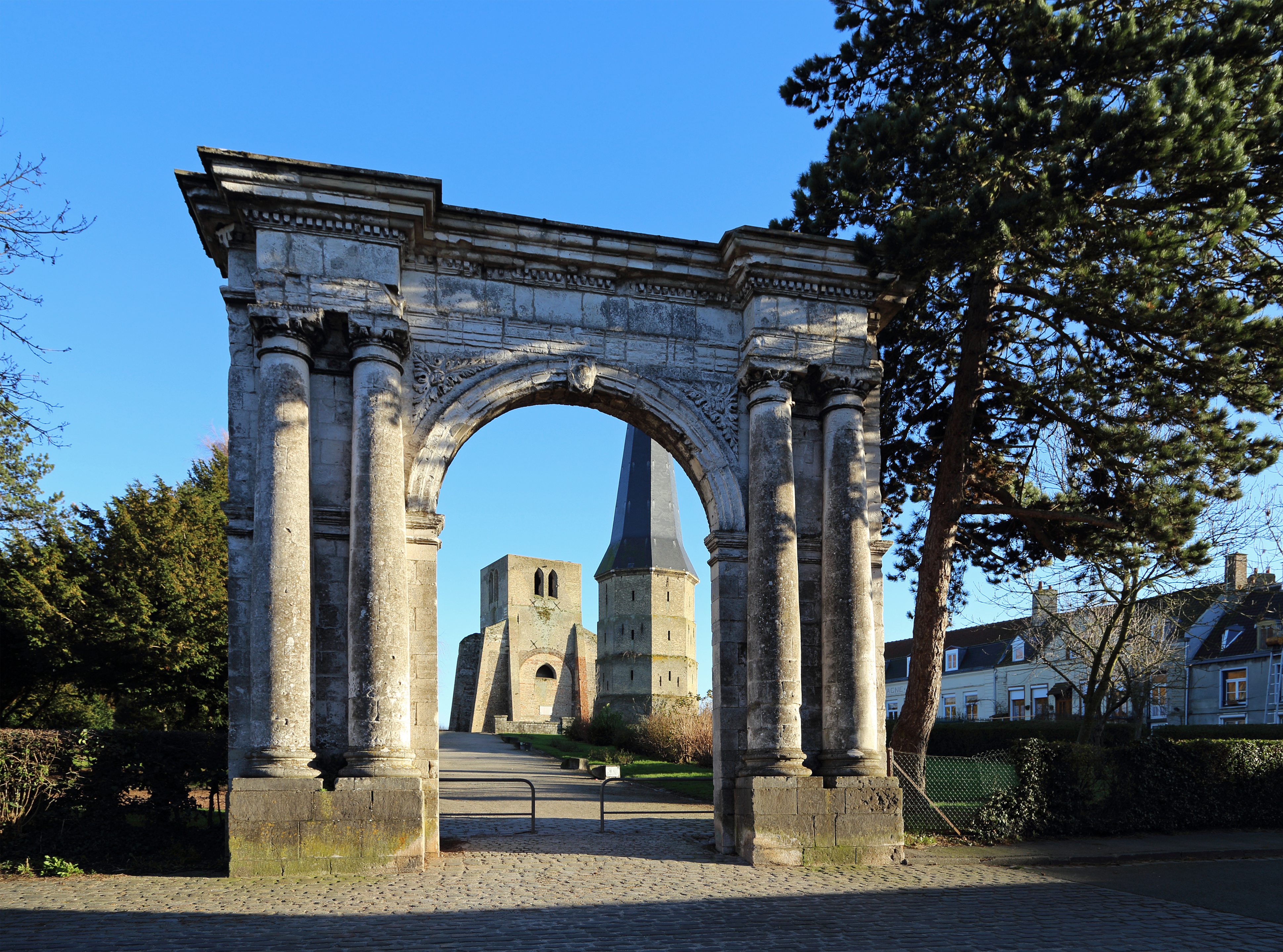
بوابة الرخام ، البوابة الرئيسية لدير سانت وينوك  [لغات أخرى]‏ السابق.
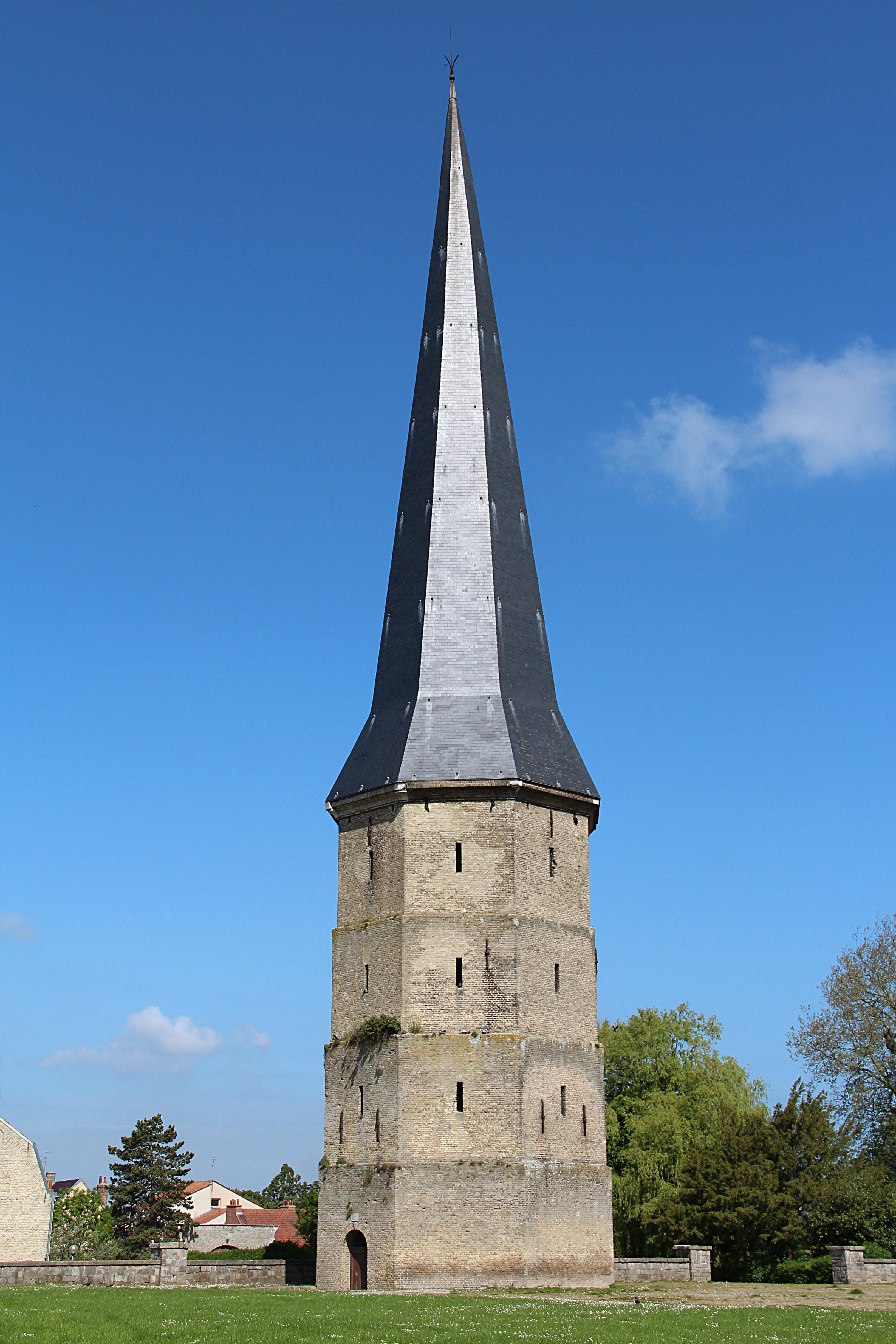
نقطة الجولة لدير القديس وينوك.
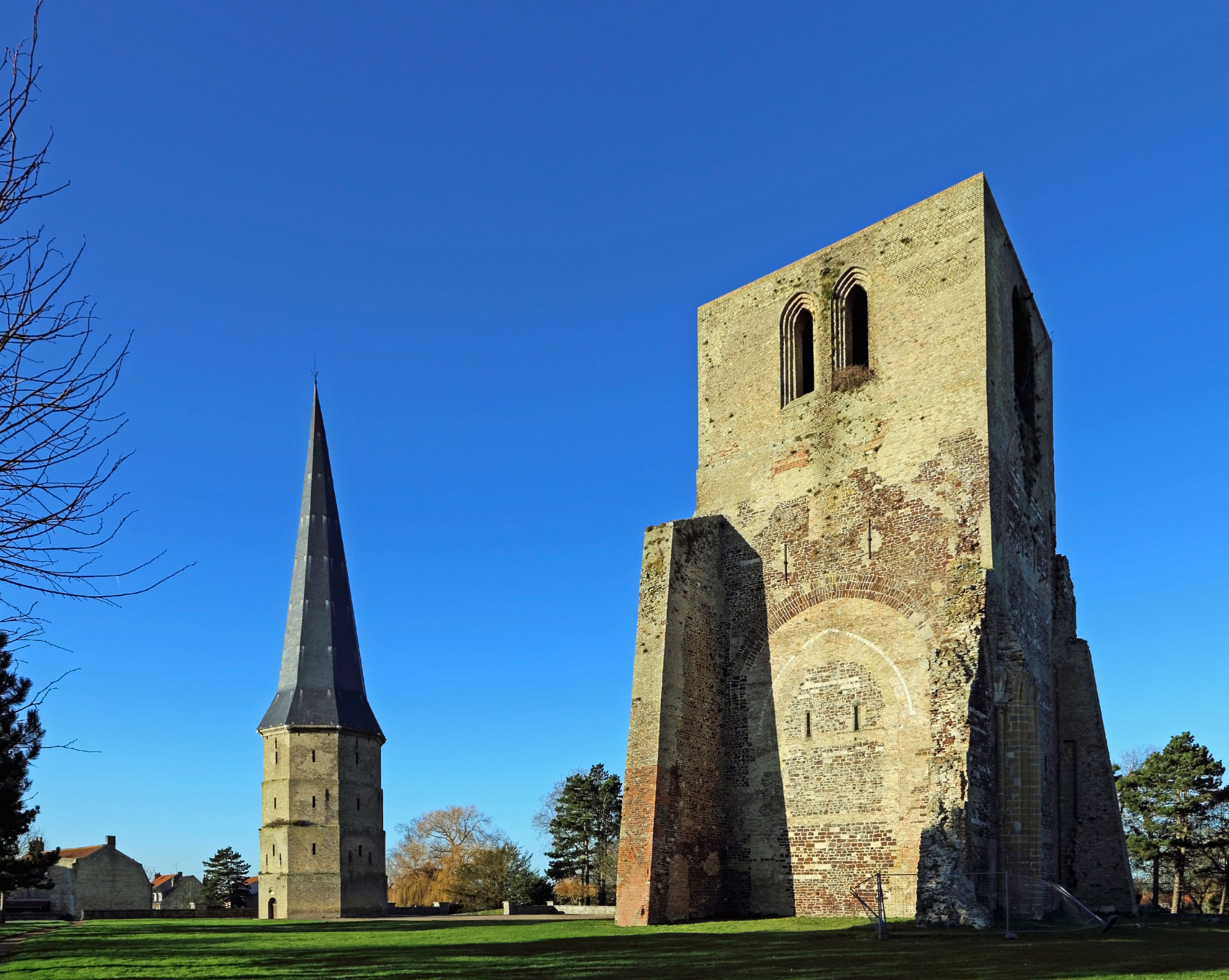
Tour Pointue و Tour Carrée of St Winnoc abbey.
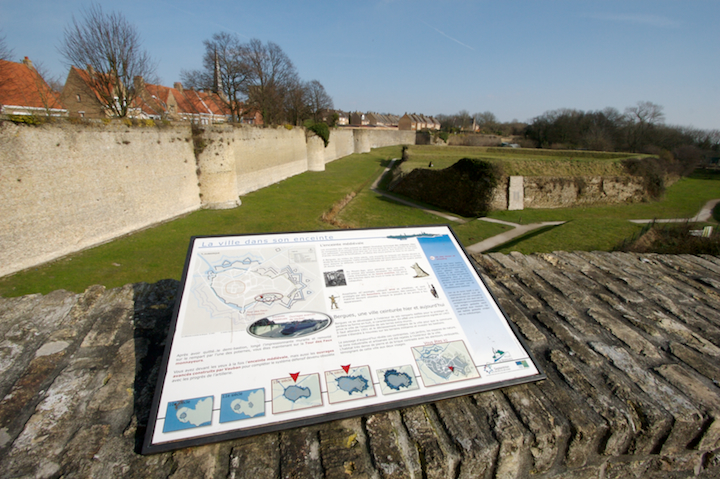
تحيط الأسوار ، التي يبلغ طولها 5300 مترًا ، المدينة بأكملها تقريبًا لمدة خمسة قرون.
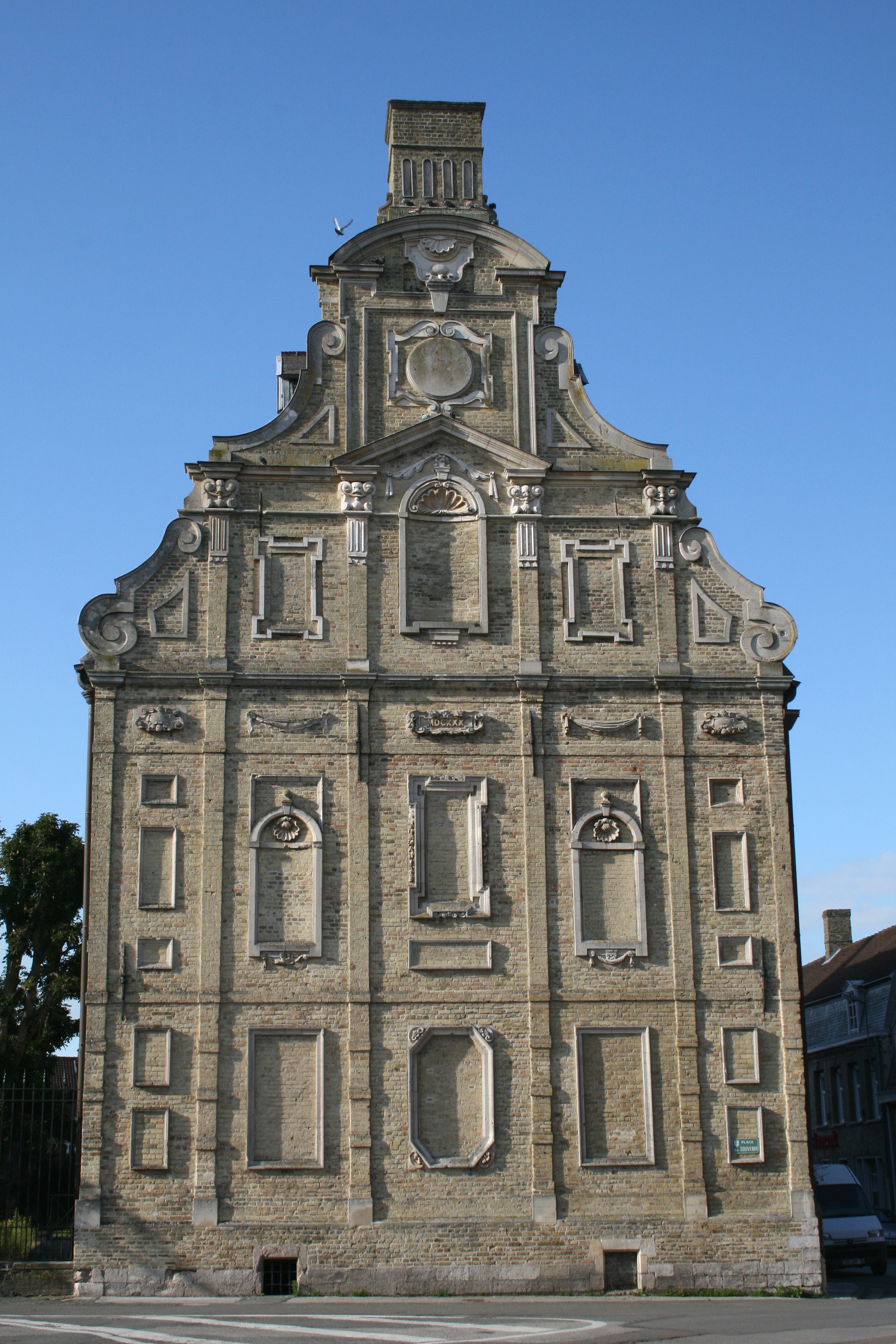
جبل التقوى القديم ، الآن متحف بلدي في بيرجيس
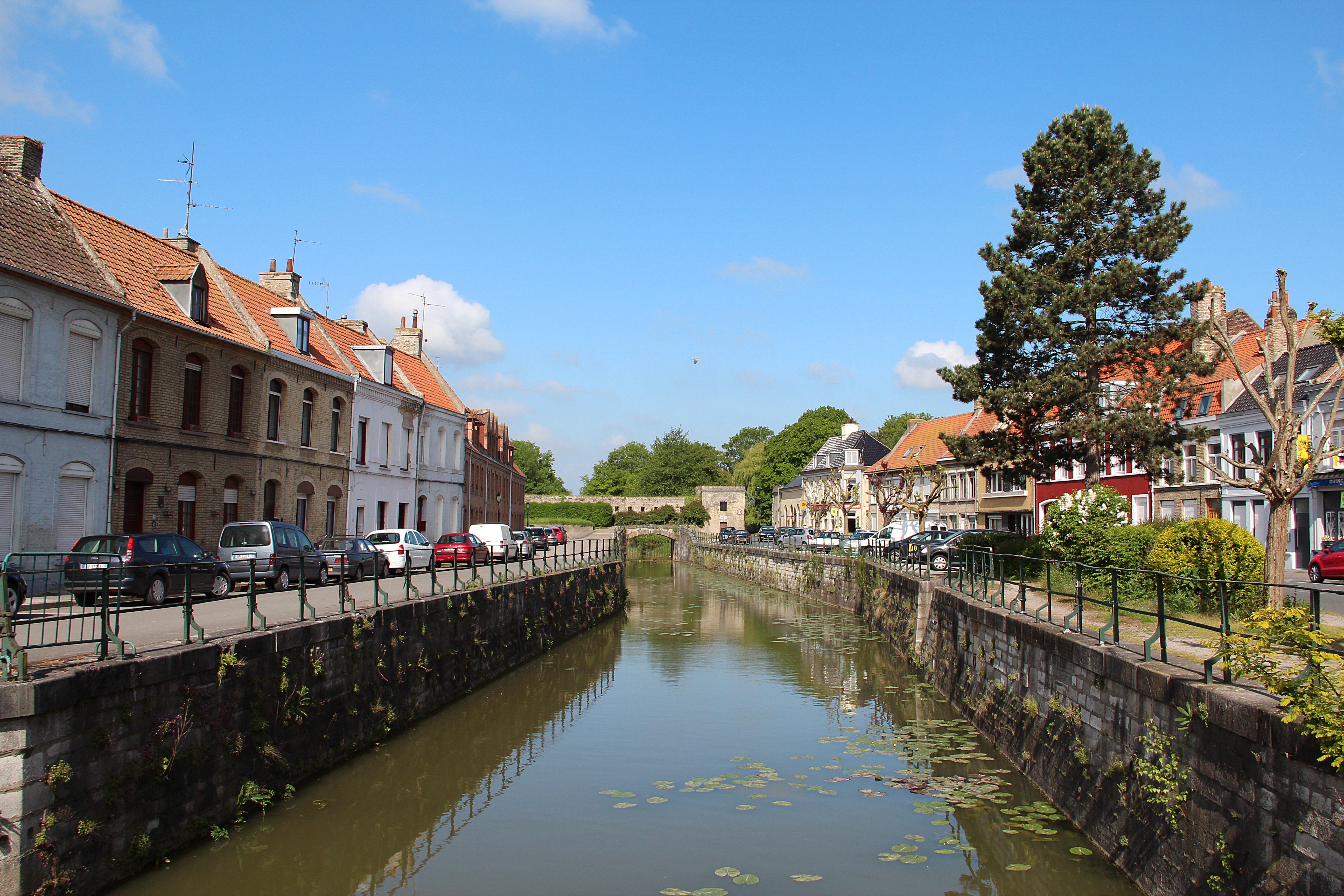
القناة في بيرج
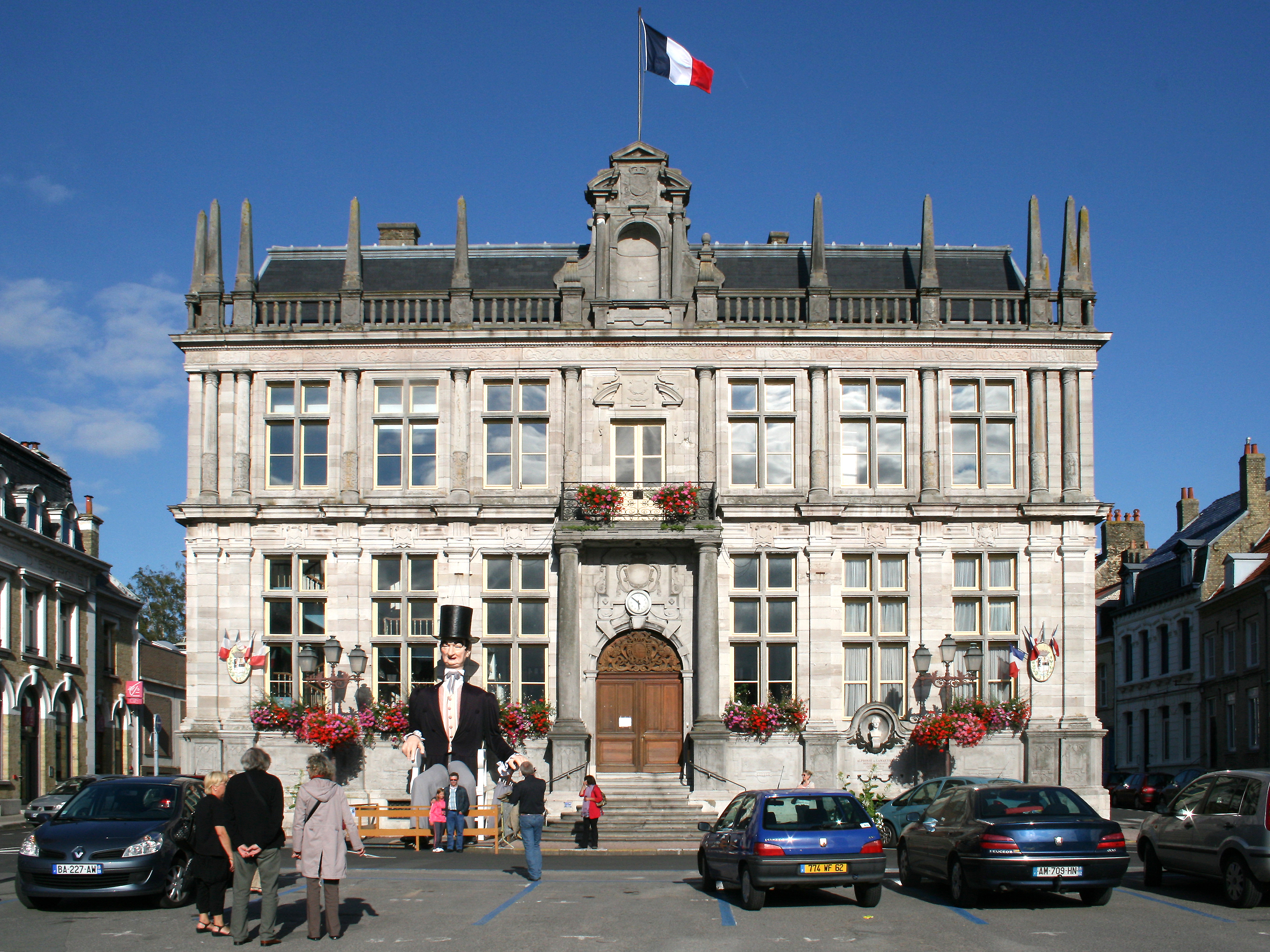
مجلس المدينة (ميري) في بيرغيس

## علاقات دولية
المدن المشابهة

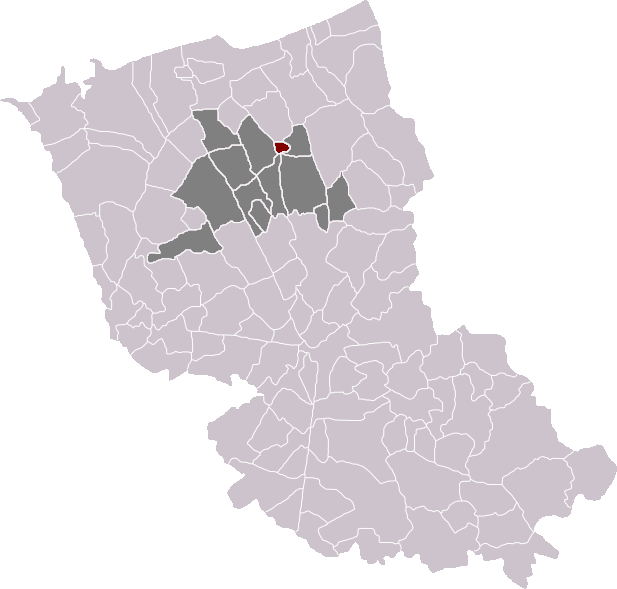
موقع بيرجيس في دائرة دونكيرك

- Erndtebrück، Germany, since 1973

## الثقافة الشعبية
تم تعيين فيلم Bienvenue chez les Ch'tis (للمخرج داني بون ) في بيرج.

## روابط خارجية
- الموقع الرسمي
- صفحة ويب حول التحصينات نسخة محفوظة 2 أبريل 2009 على موقع واي باك مشين.